# Бутовский сельский совет (Городнянский район)
Бутовский сельский совет (укр. Бутівська сільська рада) — входит в состав Городнянского района Черниговской области Украины.
Административный центр сельского совета находится в с. Бутовка.

## Населённые пункты совета
- с. Бутовка
- с. Здряговка
- с. Слобода